# Juhász Péter (politikus, 1971)
Juhász Péter (Budapest, 1971. február 27. –)(b) politikus, az Egymillióan a magyar sajtószabadságért (Milla) nevű Facebook-csoport megalapítója, 2014–17 között V. kerületi önkormányzati képviselő, 2017–18 között az Együtt – a Korszakváltók Pártja elnöke volt.

## Pályafutása
2000-ben Kodolányi János Főiskola kommunikáció szakán végzett. Szakterülete a pénzügyi szektorban végzett telemarketing. 1996-tól alkalmazott, később a Budapest Bankban lett osztályvezető. 2001-től vállalkozó, több céget is vezetett, melyek telemarketinggel, kereskedelemmel és vendéglátással foglalkoztak.
2002-ben megalapította a Kendermag Egyesületet, amely a „könnyű drogok” legalizálásáért és mindenféle drog dekriminalizálásáért küzdött. 2009-ig az egyesület szóvivője, majd elnöke, később alelnöke lett. 2007-ben kiállt a Magyar Gárda betiltása mellett. 2008-ban részt vett a Tarka Magyar! szervezésében. 2008–2012 között a Tilos Rádió műsorvezetője, időközben a rádiót fenntartó alapítvány kurátora. 2009–2012 között a Társaság a Szabadságjogokért (TASZ) romaprogramjának munkatársa. Itt a terepmunkáért és a kommunikációért felelt.
2010. december 20-án tüntetést szervezett az akkor elfogadott új médiatörvény ellen. A tüntetés után regisztrálta az „Egymillióan a Magyar Sajtószabadságért” (EMS) Facebook-csoportot. Az oldal felett egyedül rendelkezett adminisztrátori jogosultságokkal. A Facebook-csoport 2012-re százezres szimpatizánsi kört ért el. A csoport képviseletében 2011-től a magyar nemzeti ünnepeken előbb civil, majd ellenzéki tüntetéseket szervezett Budapesten. 2012. október 10-én a csoport néhány tagjával egyesületet hozott létre. Az egyesület az Egymillióan a Magyar Sajtószabadságért Egyesület (Milla) nevet kapta, Juhász pedig az elnöke lett. Az egyesület 2012 októberében a politikába visszatérő Bajnai Gordon volt miniszterelnök támogatójává vált.
2013. március 12-től a Bajnai által létrehozott Együtt – a Korszakváltók Pártja egyik alapítója és társelnöke, azonban 2014. január 9-én, amikor kiderült, valószínűleg Gyurcsány Ferenc is rajta lesz a balliberális ellenzék közös listáján, felajánlotta lemondását.
A 2014-es magyarországi önkormányzati választásokon Budapest V. kerülete önkormányzati képviselőjévé választották az Együtt színeiben. Ezután elsősorban a szerinte az V. kerületben folytatott ingatlanpanama feltárásával foglalkozott. 2014 decemberében ezzel kapcsolatban részletes feljelentést tett hűtlen kezelés, hivatali visszaélés és üzletszerűen, bűnszervezetben elkövetett gazdasági csalás miatt.
2014-ben szerepet vállalt a Budapesti Anarchista Színház egyik Fidesz- és Orbán-ellenes előadásán, ahol a miniszterelnök szerepét játszotta.
2017 februárjában újra megválasztották a párt elnökévé. 2017 áprilisában lemondott önkormányzati képviselői mandátumáról, lépését azzal indokolva, hogy "a jövőben kizárólag a pártelnöki teendőire akar koncentrálni". Listás helyét párttársa, Nádas Ágnes kapta meg.
A 2018-as országgyűlési választásokon pártja mindössze 0,63%-ot szerzett. Emiatt a párttörvény értelmében ő és az elnökség másik négy tagja 194 millió forint kampánytámogatás visszafizetésére kötelezhető. Juhász adományokból visszafizette a támogatási összeget, ezután viszont az Együtt pártot megszüntették.
A kormányközeli Origo.hu még 2018 februárjában arról jelentetett meg cikket, hogy Juhász bántalmazta volna volt élettársát, a cikk állításai azonban valótlanok voltak, egy évre rá helyreigazításban ismerték el, hogy nem írtak igazat.
Ugyanígy valótlanok voltak a Pesti Srácok nevű Fideszközeli portál lejárató állításai Juhászról, ami miatt több milliós sérelemdíjat is kifizettek.